# Eduard Chil
Eduard Anatoljewicz Chil, ros. Эдуард Анатольевич Хиль (ur. 4 września 1934 w Smoleńsku, zm. 4 czerwca 2012 w Petersburgu) – rosyjski piosenkarz barytonowy. Ludowy Artysta RFSRR (1974).

## Życiorys
Urodził się 4 września 1934 w Smoleńsku. W 1960 roku ukończył Konserwatorium w Leningradzie, gdzie studiował. Zaczął występować jako solista.
W latach 1977–1979 uczył śpiewu w Petersburskiej Państwowej Akademii Sztuki Dramatycznej.
Na początku lat 90. jego kariera zaczęła blaknąć. Pracował w kawiarni w Paryżu. Od 1997 roku wraz z synem współpracował z grupą rockową Prepinaki.
W 2010 roku odzyskał popularność, dzięki filmowi zamieszczonemu w serwisie YouTube, będącemu wokalizowaną wersją utworu „Bardzo się cieszę, bo wreszcie wracam do domu”.
Pod koniec maja 2012 roku doznał udaru mózgu i przebywał w śpiączce. Zmarł 4 czerwca w Petersburgu.

## Nagrody i odznaczenia[5]
- Zasłużony Artysta RFSRR (1968)
- Order Czerwonego Sztandaru Pracy (1971)
- Ludowy Artysta RFSRR (1974)
- Order Przyjaźni Narodów (1981)
- Order „Za zasługi dla Ojczyzny” (Klasa IV) (2008)